# اسکار گارسیا (بازیکن فوتبال زاده ۱۹۸۸)
اسکار گارسیا (انگلیسی: Óscar García؛ زادهٔ ۱۲ ژوئیهٔ ۱۹۸۸) بازیکن فوتبال اهل اسپانیا است.
از باشگاه‌هایی که در آن بازی کرده‌است می‌توان به باشگاه فوتبال لگانس، باشگاه فوتبال غیرت، باشگاه فوتبال مالاگا، و باشگاه فوتبال اوکلند سیتی اشاره کرد.